# Paul Reubens
Paul Reubens, pseudonimo di Paul Rubenfeld (Peekskill, 27 agosto 1952 – Los Angeles, 30 luglio 2023), è stato un attore, showman e doppiatore statunitense.
È noto soprattutto per il personaggio di Pee-wee Herman che debuttò nel 1980 nel film, diretto da Tommy Chong, Cheech and Chong's Next Movie e in seguito fu protagonista dello speciale televisivo The Pee-wee Herman Show, del 1981, e della serie televisiva Pee-wee's Playhouse, in onda dal 1986 al 1990, oltre che del film del 1985 Pee-wee's Big Adventure, diretto da Tim Burton. Reubens abbandonò suo malgrado il ruolo di Pee-wee nel 1992, in seguito a una disavventura giudiziaria che lo vide colpevole di atti osceni in luogo pubblico, e da allora ha interpretato personaggi minori, in film come Blow (2001). A partire dagli anni duemila comincia a resuscitare il personaggio, facendolo apparire in diverse occasioni nelle emittenti televisive statunitensi, finché, nel 2016 torna ad impersonare il ruolo di Pee-wee Herman nel film da lui scritto Pee-wee's Big Holiday, distribuito su Netflix.

## Biografia

### Primi anni

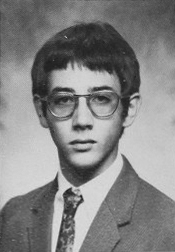
Paul Reubens alle scuole superiori nel 1970

Paul Rubenfeld nacque a Peekskill, New York, primo di tre fratelli, e crebbe a Sarasota, in Florida, dove i suoi genitori, Judy Rosen e Milton Rubenfeld, gestivano un negozio di lampade. Sua madre era un'insegnante. Il padre era un ex venditore d'auto che aveva servito nella Royal Air Force britannica e nella U.S. Army Air Forces nella seconda guerra mondiale, e in seguito fu uno dei piloti fondatori della Heyl Ha'Avir, l'aeronautica militare israeliana, durante la guerra arabo-israeliana del 1948.
Trascorse una parte significativa della sua infanzia a Oneonta, nello stato di New York. Da bambino frequentò il Ringling Bros. and Barnum & Bailey Circus, la cui sede nel periodo invernale era a Sarasota. L'atmosfera circense lo affascinò tanto da influenzarlo nella sua successiva carriera da intrattenitore. Reubens adorava anche guardare in televisione le vecchie repliche della sitcom Lucy ed io, che gli fecero decidere di intraprendere una professione che potesse far ridere la gente. All'età di 5 anni, chiese a suo padre di costruirgli un palcoscenico, dove lui e i suoi amici si divertirono a organizzare delle recite.
Frequentò la Sarasota High School, dove fu presidente della National Thespian Society, una società d'onore per studenti delle scuole superiori e medie. Accettato dalla Northwestern University nel programma estivo speciale riservato agli studenti più dotati, si unì al locale Asolo Theater e recitò in varie commedie. Dopo il diploma, si iscrisse all'Università di Boston e cominciò a fare esami per entrare in qualche scuola di recitazione. Fu rifiutato da varie scuole, incluse la Juilliard School e la Carnegie-Mellon (che lo respinse due volte), prima di essere accettato dal California Institute of the Arts. Si trasferì quindi in California, dove lavorò nella cucina di un ristorante per mantenersi agli studi.
Negli anni settanta, Reubens si esibiva regolarmente in vari cabaret della zona come comico e fece quattro ospitate al The Gong Show come parte di un duo comico con Charlotte McGinnis, chiamato The Hilarious Betty and Eddie. In seguito si unì al gruppo comico d'improvvisazione The Groundlings di Los Angeles, rimanendoci per sei anni e recitando con Bob McClurg, John Paragon, Susan Barnes e Phil Hartman. Hartman e Reubens divennero amici, e spesso scrivevano insieme il proprio materiale. Nel 1980, Reubens ebbe una piccola parte nel film The Blues Brothers di John Landis.

### Pee-wee Herman

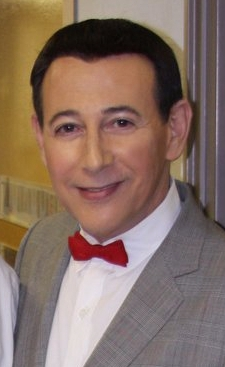
Paul Reubens nei panni di Pee-wee Herman nel 2011

Il personaggio più celebre interpretato da Reubens è sicuramente Pee-wee Herman. Anche se è stato paragonato ad altri famosi personaggi come Tintin e Pinocchio, Reubens ha sempre dichiarato che non esistono delle fonti di ispirazione precise per "Pee-wee" ma piuttosto un insieme di idee. Le origini del personaggio risalgono al 1978 quando durante un'improvvisazione teatrale dei The Groundlings, Reubens ebbe l'idea di un aspirante attore comico così inetto nel raccontare barzellette da rendere chiaro al pubblico che non ce l'avrebbe mai fatta.
In Pee-wee's Big Adventure, Big Top Pee-wee, Pee-wee's Playhouse e Pee-wee's Big Holiday il personaggio si circonda di stramplate invenzioni e decorazioni bizzarre, colorate e infantili, ma non viene mai esplicitato che sia un inventore. Il suo carattere è quello di un adulto mai cresciuto, impaziente, entusiasta, amante del divertimento, eccentrico e con modi leggermente effeminati. La sua età non viene mai rivelata. Anche se generalmente è gentile ed educato, Pee-wee ha anche un lato aggressivo e vendicativo e non sopporta ingiustizie e prepotenti.

### Gli scandali del 1991 e del 2002
Nel 1991 Reubens fu arrestato in Florida per atti osceni in luogo pubblico; l'attore fu infatti colto a masturbarsi all'interno di un cinema a luci rosse. Reubens decise, per "scusarsi", di realizzare dei filmati per bambini, nei panni di Pee-wee, in cui spiegava i pericoli delle droghe. Dopo l'avvenimento, Reubens non fu più visto nello stesso modo dal mondo dello spettacolo, benché molti personaggi come Bill Cosby, Cyndi Lauper e Valeria Golino lo avessero difeso. Negli anni seguenti la carriera di Reubens cambiò e le sue apparizioni in TV o al cinema diminuirono.
Nel 2002 Reubens fu accusato di possedere materiale pedopornografico. Reubens si dichiarò non colpevole, ma l'accusa rimaneva. L'attore rilasciò una dichiarazione in cui diceva che la gente poteva pensare quello che voleva su di lui, che fosse pazzo o altro, ma non che lui fosse un pedofilo. Nel 2004 le accuse furono ritirate, ma per tre anni Reubens non poté avvicinarsi a minori se non in compagnia di assistenti sociali. Nello stesso anno Reubens spiegò che le immagini trovate in casa sua facevano parte della sua collezione di erotismo, comprendente film, foto e giornali, aggiungendo inoltre che le foto di bambini si trovavano lì a sua insaputa, perché nell'enorme collezione erano presenti, ma lui non aveva mai guardato ogni foto una per una.

### Ultimi anni
Tornò a interpretare con grandissimo successo il personaggio di Pee-wee. Nel 2010 firmò un contratto con la WWE per essere il Guest Host dello show WWE Raw il 1º novembre. Il 13 dicembre vinse a Raw lo Slammy Award per il "Guest Host Most Shining Moment of the Year". Nel 2016 entrò nel cast della serie televisiva Gotham, dove interpretò il padre del giovane Oswald Cobblepot (futuro Pinguino), ruolo già intrapreso nel film Batman - Il ritorno di Tim Burton nel 1992, seppur nella serie si chiami Elijah Van Dahl e non Tucker Copplebot come nel film. Nello stesso anno tornò a impersonare Pee-Wee in un nuovo film distribuito esclusivamente su Netflix, Pee-wee's Big Holiday.

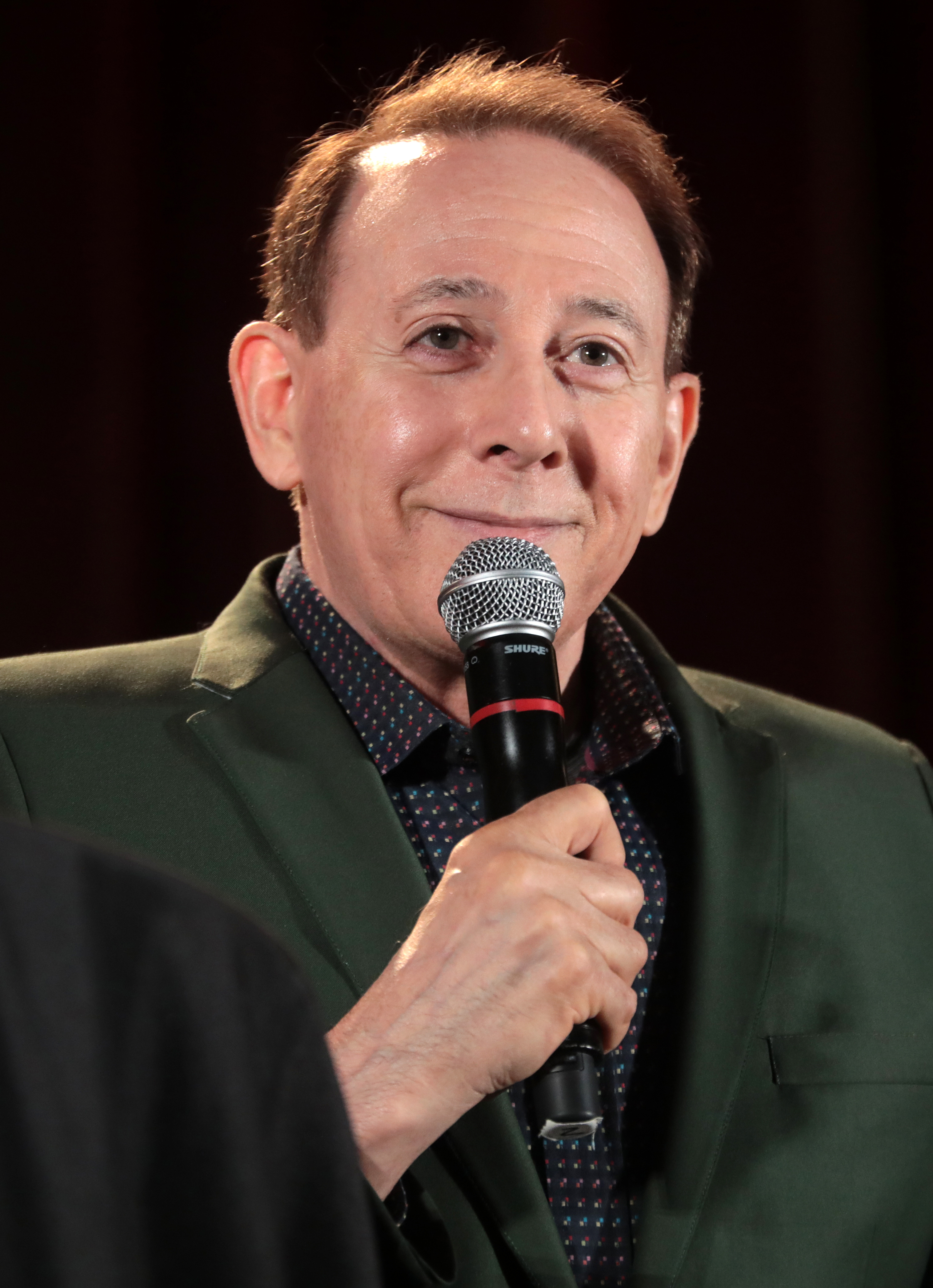
Paul Reubens a Phoenix nel 2019

Morì il 30 luglio 2023, all'età di 70 anni, per insufficienza respiratoria mentre si trovava ricoverato presso il Cedars-Sinai Medical Center di Los Angeles. Al momento della morte gli vennero diagnosticati una leucemia mieloide ed un cancro ai polmoni. Nonostante tali malattie gli fossero state diagnosticate già sei anni prima, l'attore non ha mai rivelato al pubblico le sue condizioni di salute. Il suo corpo fu successivamente cremato e seppellito all'Hollywood Forever Cemetery.

## Vita privata
È stato fidanzato dal 1993 al 1999 con l'attrice Debi Mazar.

## Filmografia

### Attore

#### Cinema
- La fratellanza (The Brotherhood), regia di Martin Ritt (1968)
- Things We Did Last Summer, regia di Gary Weis (1978)
- Follia di mezzanotte (Midnight Madness), regia di Michael Nankin e David Wechter (1980)
- Pray TV, regia di Rick Friedberg (1980)
- The Blues Brothers - I fratelli Blues (The Blues Brothers), regia di John Landis (1980)
- Cheech and Chong's Next Movie, regia di Tommy Chong (1980) - Pee-wee Herman
- I piacevoli sogni di Cheech e Chong (Nice Dreams), regia di Tommy Chong (1981)
- Dream On!, regia di Ed Harker (1981)
- America, America (Pandemonium), regia di Alfred Sole (1982)
- Meatballs 2 - Porcelloni in vacanza (Meatballs Part II), regia di Ken Wiederhorn (1984)
- Pee-wee's Big Adventure, regia di Tim Burton (1985) - Pee-wee Herman
- Star Tours, regia di Dennis Muren - cortometraggio (1987)
- Sulla cresta dell'onda (Back to the Beach), regia di Lyndall Hobbs (1987) - Pee-wee Herman
- Big Top Pee-wee - La mia vita picchiatella (Big Top Pee-wee), regia di Randal Kleiser (1988) - Pee-wee Herman
- Moonwalker, regia di Jerry Kramer e Colin Chilvers (1988) - Pee-wee Herman
- Batman - Il ritorno (Batman Returns), regia di Tim Burton (1992)
- Buffy l'ammazzavampiri (Buffy the Vampire Slayer), regia di Fran Rubel Kuzui (1992)
- Dunston - Licenza di ridere (Dunston Checks In), regia di Ken Kwapis (1996)
- Matilda 6 mitica (Matilda), regia di Danny DeVito (1996)
- Buddy - Un gorilla per amico (Buddy), regia di Caroline Thompson (1997)
- Mystery Men, regia di Kinka Usher (1999)
- Vendetta finale (South of Heaven, West of Hell), regia di Dwight Yoakam (2000)
- Blow, regia di Ted Demme (2001)
- The Tripper, regia di David Arquette (2006)
- Reno 911!: Miami, regia di Robert Ben Garant (2007)
- Perdona e dimentica (Life During Wartime), regia di Todd Solondz (2010)
- Pee-Wee Gets an iPad!, regia di Eric Appel - cortometraggio direct-to-video (2010) - Pee-wee Herman
- Pee-wee Goes to Sturgis, regia di Chad Carter - cortometraggio direct-to-video (2010) - Pee-wee Herman
- The Final Moments of Karl Brant, regia di M. Francis Wilson - cortometraggio (2013)
- TV on the Radio: Happy Idiot, regia di Danny Jelinek - cortometraggio (2014)
- Accidental Love, regia di David O. Russell (2015)
- Pee-wee's Big Holiday, regia di John Lee (2016) - Pee-wee Herman
- The Nightmare Before Christmas in Concert at the Hollywood Bowl, regia di Richard Kraft e Kenneth Shapiro - direct-to-video (2018)
- Quiz Lady, regia di Jessica Yu - (2023)

#### Televisione
- Working Stiffs - serie TV, episodi 1x03-1x04 (1979)
- The Pee-wee Herman Show, regia di Paul Reubens e Marty Callner - speciale TV (1981) - Pee-wee Herman
- Mork & Mindy - serie TV, episodio 4x07 (1981)
- Twilight Theatre, regia di Perry Rosemond - film TV (1982)
- Madame's Place - serie TV, episodio 1x34 (1982) - Pee-wee Herman
- The Paaragon of Comedy, regia di Wayne Orr (1983) - Pee-wee Herman
- School, Girls & You!, episodio di Likely Stories, Vol. 2, regia di David Wechter - film TV (1983)
- Pee-Wee's Lemonade Stand, episodio di Cheeseball Presents, regia di Brian Curry - film TV (1984)
- Nel regno delle fiabe (Faerie Tale Theatre) - serie TV, episodi 3x03-4x04 (1984-1985)
- All Star Rock 'n' Wrestling Saturday Spectacular, regia di Bob Bowker - speciale TV (1985)
- Pee-wee's Playhouse - serie TV, 45 episodi (1986–1990) - Pee-wee Herman
- 227 - serie TV, episodio 2x15 (1987) - Pee-wee Herman
- Sesamo apriti (Sesame Street) - serie TV, episodi 19x01-19x55-20x01 (1987-1988) - Pee-wee Herman
- Sesame Street, Special, regia di Jon Stone - speciale TV (1988) - Pee-wee Herman
- Christmas at Pee-wee's Playhouse, regia di Wayne Orr e Paul Reubens - speciale TV (1988)
- Murphy Brown - serie TV, 6 episodi (1995-1997)
- Tutti amano Raymond (Everybody Loves Raymond) - serie TV, episodio 4x17 (2000)
- Ally McBeal - serie TV, episodio 4x20 (2001)
- Campus Ladies - serie TV, episodio 1x08 (2006)
- Reno 911! - serie TV, episodio 4x04 (2006)
- 30 Rock - serie TV, episodio 1x12 (2007)
- Dirt - serie TV, episodi 1x06-1x07-1x08 (2007)
- Tim and Eric Awesome Show, Great Job! - serie TV, episodio 1x03 (2007)
- Pushing Daisies - serie TV, episodi 1x07-1x09 (2007)
- Area 57, regia di Dean Parisot - film TV (2007)
- The Pee-wee Herman Show on Broadway, regia di Marty Callner - speciale TV (2011) - Pee-wee Herman
- Comedy Bang! Bang! - serie TV, episodio 2x12 (2013) - Pee-wee Herman
- The Blacklist - serie TV, 5 episodi (2014-2015)
- Portlandia - serie TV, episodio 5x10 (2015)
- Gotham  - serie TV, episodi 2x15-2x16-3x12 (2015-2017)
- Mosaic - serie TV, 8 episodi (2018)
- Legends of Tomorrow - serie TV, 5 episodi (2018-2019)
- What We Do in the Shadows - serie TV, episodio 1x07 (2019)
- The Conners - serie TV, episodio 2x08 (2019)

#### Videoclip
- Bryan Adams Reggae Christmas (1985)
- Smash Mouth All Star, regia di McG (1999)
- Elton John This Train Don't Stop There Anymore, regia di David LaChapelle (2001)
- The Raconteurs Steady, As She Goes (Version 2), regia di The Malloys (2006)

### Doppiatore

#### Cinema
- Navigator (Flight of the Navigator), regia di Randal Kleiser (1986)
- Nightmare Before Christmas (Tim Burton's The Nightmare Before Christmas), regia di Henry Selick (1993)
- La bella e la bestia - Un magico Natale (Beauty and the Beast - The Enchanted Christmas), regia di Andy Knight - direct-to-video (1997)
- Il dottor Dolittle (Dr. Dolittle), regia di Betty Thomas (1998)
- Teacher's Pet, regia di Timothy Björklund (2004)
- I Puffi (The Smurfs), regia di Raja Gosnell (2011)
- I Puffi 2 (The Smurfs 2), regia di Raja Gosnell (2013)
- Tom & Jerry: Avventure giganti (Tom and Jerry's Giant adventure), regia di Spike Brandt e Tony Cervone (2013)
- Scooby-Doo! La minaccia del cane meccanico (Scooby-Doo! Mecha Mutt Menace), regia di Michael Goguen - cortometraggio direct-to-video (2013)
- The Crown with a Shadow, regia di J.B. Ghuman Jr. - cortometraggio (2021)

#### Televisione
- Risate con i Flintstones (The Flintstone Comedy Show) - serie animata, episodi 1x01-10x02 (1980)
- Hercules - serie animata, episodi 1x14-1x59 (1998-1999)
- The Groovenians, regia di Jordan Reichek - cortometraggio TV (2002)
- I Rugrats (Rugrats) - serie animata, episodi 9x01-9x02 (2002)
- Hopeless Pictures - serie animata, episodi sconosciuti (2005)
- Tripping the Rift - serie animata, episodio 2x12 (2005)
- Dirt Squirrel, regia di David Arquette e Ben Joseph - film TV (2005)
- Tom Goes to the Mayor - serie animata, episodio 2x16 (2006)
- Jimmy fuori di testa (Re-Animated), regia di Bruce Hurwit - film TV (2006)
- Chowder - Scuola di cucina (Chowder) - serie animata, episodi 1x04-1x15-2x08 (2007-2009)
- Batman: The Brave and the Bold - serie animata, 4 episodi (2009-2011) - Bat-Mite
- Adventure Time - serie animata, episodio 2x07 (2010)
- Robot Chicken: DC Comics Special, regia di Seth Green - cortometraggio TV (2012) - The Riddler
- Tron - La serie (Tron: Uprising) - serie animata, 17 episodi (2012-2013)
- Kung Fu Panda - Mitiche avventure (Kung Fu Panda: Legends of Awesomeness) - serie animata, episodio 3x14 (2014)
- Robot Chicken DC Comics Special II: Villains in Paradise, regia di Seth Green e Zeb Wells - cortometraggio TV (2014) - The Riddler/Sunbather
- Teenage Mutant Ninja Turtles - Tartarughe Ninja (Teenage Mutant Ninja Turtles) - serie animata, episodio 2x15 (2014)
- Sanjay and Craig - serie animata, episodio 2x06 (2014)
- LEGO: Justice league vs Bizzarro league, regia di Rick Morales - cortometraggio TV (2014) - Bat-Mite
- Star Wars Rebels (Star Wars: Rebels) - serie animata, episodio 1x02 (2014)
- Phineas e Ferb - serie animata, episodio 4x31 (2014)
- American Dad! - serie animata, episodi 9x23-11x19 (2014-2016)
- Randy: un ninja in classe (Randy Cunningham: 9th Grade Ninja) - serie animata, episodio 2x19 (2015)
- Turbo Fast - serie animata, episodio 2x06 (2015)
- Robot Chicken DC Comics Special 3: Magical Friendship, regia di Tom Sheppard e Zeb Wells - cortometraggio TV (2015) - The Riddler
- Pickle and Peanut - serie animata, episodi 1x05-1x17 (2015-2016)
- Penn Zero: Part-Time Hero - serie animata, episodi 1x15-2x07-2x23 (2015-2017)
- Voltron: Legendary Defender - serie animata, episodi 2x07-4x04-8x01 (2017-2018)
- Minecraft: Story Mode - serie animata, 7 episodi (2018)
- Tigtone - serie animata, 1x08 (2019)
- Lo spettacolo di Tom e Jerry (The Tom and Jerry Show) - serie animata, episodio 5x10 (2021)
- Bob's Burgers - serie animata, episodio 13x22 (2023)

#### Videogiochi
- Nightmare Before Christmas: Attenti al Baubau! (The Nightmare Before Christmas: Oogie's Revenge, 2004)
- Batman: The Brave and the Bold - The Videogame, regia di Adam Tierney (2010) - Bat-Mite
- The Smurfs 2 (2013)
- Minecraft: Story Mode - A Telltale Games Series. regia di Jason Latino, Dennis Lenart, Graham Ross, Jonathan Stauder e Jason Pyke (2015)
- Call of Duty: Infinite Warfare (2016)
- Wilson's Heart, regia di Josh Bear (2017)
- Minecraft: Story Mode - Season 2, regia di Mark Droste e Jonathan Stauder (2017)

### Regista
- The Pee-wee Herman Show, co-diretto con Marty Callner - speciale TV (1981)
- Pee-wee's Playhouse - serie TV, 32 episodi (1987–1990)
- Christmas at Pee-wee's Playhouse, co-diretto con Wayne Orr - speciale TV (1988)

### Produttore

#### Cinema
- Big Top Pee-wee - La mia vita picchiatella (Big Top Pee-wee), regia di Randal Kleiser (1988)
- Pee-wee's Big Holiday, regia di John Lee (2016)

#### Televisione
- The Pee-wee Herman Show, regia di Paul Reubens e Marty Callner - speciale TV (1981)
- Pee-wee's Playhouse - serie TV, 8 episodi (1986–1990)
- Christmas at Pee-wee's Playhouse, regia di Wayne Orr e Paul Reubens - speciale TV (1988)
- The Pee-wee Herman Show on Broadway, regia di Marty Callner - speciale TV (2011) - Pee-wee Herman

### Sceneggiatore

#### Cinema
- Pee-wee's Big Adventure, regia di Tim Burton (1985)
- Pee-wee's Big Holiday, regia di John Lee (2016)
- Big Top Pee-wee - La mia vita picchiatella (Big Top Pee-wee), regia di Randal Kleiser (1988)
- Pee-Wee Gets an iPad!, regia di Eric Appel - cortometraggio direct-to-video (2010) - Pee-wee Herman
- Pee-wee Goes to Sturgis, regia di Chad Carter - cortometraggio direct-to-video (2010) - Pee-wee Herman
- Pee-wee's Big Holiday, regia di John Lee (2016) - Pee-wee Herman

#### Televisione
- The Pee-wee Herman Show, regia di Paul Reubens e Marty Callner - speciale TV (1981)
- The Paragon of Comedy, regia di Wayne Orr - film TV (1983)
- Pee-wee's Playhouse - serie TV, 45 episodi (1986–1990)
- Christmas at Pee-wee's Playhouse, regia di Wayne Orr e Paul Reubens - speciale TV (1988)
- You Don't Know Jack - serie TV, episodi sconosciuti (2001)
- The Pee-wee Herman Show on Broadway, regia di Marty Callner - speciale TV (2011) - Pee-wee Herman

## Programmi televisivi
- Saturday Night Live (1985) - conduttore
- WWE Monday Night RAW (2010)
- WrestleMania XXVII (2011)

## Teatro
- The Pee-wee Herman Show (1980-1981)
- The Pee-wee Herman Show, regia di Alex Timbers, Stephen Sondheim Theatre, New York (2010-2011)

## Discografia

### Album in studio
- 1981 - The Pee-Wee Herman Show (come Pee-Wee Herman)

### Singoli
- 1985 - Big Adventure (come Pee-Wee Herman, con Alee Willis)
- 1987 - Surfin' Bird (come Pee-Wee Herman, split con Surf Punks)

## Riconoscimenti (parziale)
- Walk of Fame
  - 1988 - Motion Picture, al 6562 di Hollywood Boulevard

## Doppiatori italiani
Nelle versioni in italiano delle opere in cui ha recitato, Paul Reubens è stato doppiato da:
- Oreste Baldini in Blow, Perdona e dimentica, Accidental Love
- Edoardo Nevola in Pee-wee's Big Adventure, Mystery Men
- Roberto Del Giudice in Big Top Pee-wee - La mia vita picchiatella
- Nino Prester in Matilda 6 mitica
- Claudio Colombo in Ally McBeal
- Alessandro Quarta in Pee-wee's Big Holiday
- Francesco Meoni in The Blacklist
- Giorgio Lopez in Gotham
- Franco Mannella in Mosaic
- Teo Bellia in What We Do in the Shadows

Da doppiatore è sostituito da:
- Gianluca Crisafi ne I Puffi, I Puffi 2
- Giampaolo Saccarola in Navigator
- Fabrizio Vidale in La bella e la bestia: Un magico Natale
- Francesco Caruso Cardelli in Nightmare Before Christmas (dialoghi)
- Ermavilo in Nightmare Before Christmas (canto)
- Luigi Rosa in Jimmy fuori di testa
- Alberto Bognanni in Tom & Jerry: Avventure giganti